# Hydromys neobritannicus
Hydromys neobritannicus är en däggdjursart som beskrevs av Tate och Archbold 1935. Hydromys neobritannicus ingår i släktet australiska vattenråttor, och familjen råttdjur. Inga underarter finns listade i Catalogue of Life.

## Utseende
För ett exemplar registrerades en kroppslängd av 28,8 cm och en svanslängd av 28,9 cm. De ganska breda bakfötterna var 6,0 cm långa. Viktuppgifter saknas. Arten har delvis simhud mellan bakfötternas tår. Den täta och mjuka pälsen har på ovansidan en glänsande mörkbrun till svartbrun färg. På undersidan är pälsen lite ljusare brun med de ljusaste ställen vid hakan, strupen och längre bak på buken. I det mörkbruna ansiktet förekommer inga mönster och de långa morrhåren når axlarnas när de läggs bakåt. Hydromys neobritannicus har ganska små ögon och öronen har ljusbrun hud samt ett täcke av fina hår. De korta svarta håren på fötternas ovansida når fram till tårna. Tummen är liten och utrustad med en nagel. Vid alla andra fingrar och tår finns kraftiga klor.
Den långa svansen är tät täckt med päls. Fram till svansens mitt är pälsen svart. Sedan följer en ljusbrun till vitaktig ring. Nästa avsnitt är åter mörkt och vid svansspetsen är pälsen vit. Honor har två spenar vid ljumsken.
På samma ö upptäcktes ytterligare ett exemplar av australiska vattenråttor som saknade den ljusa ringen vid svansens mitt och som hade en rödaktig buk. Det föreställer kanske en art som saknar vetenskaplig beskrivning.

## Utbredning
Denna gnagare förekommer på ön Niu Briten som tillhör Bismarckarkipelagen. Arten lever i låglandet och i kulliga områden upp till 500 meter över havet. Den vistas vid vattendrag eller insjöar och simmar ofta. Hydromys neobritannicus besöker trädgårdar intill fuktiga tropiska skogar.

## Bevarandestatus
Intensivt skogsbruk samt etablering av jordbruksmark och trädodlingar (främst oljepalm) hotar beståndet. Även vattenföroreningar från samhällen och gruvdrift kan ha negativ inverkan. Fram till 2016 var endast tre exemplar kända. IUCN listar arten med kunskapsbrist (DD).